# 饵鱼

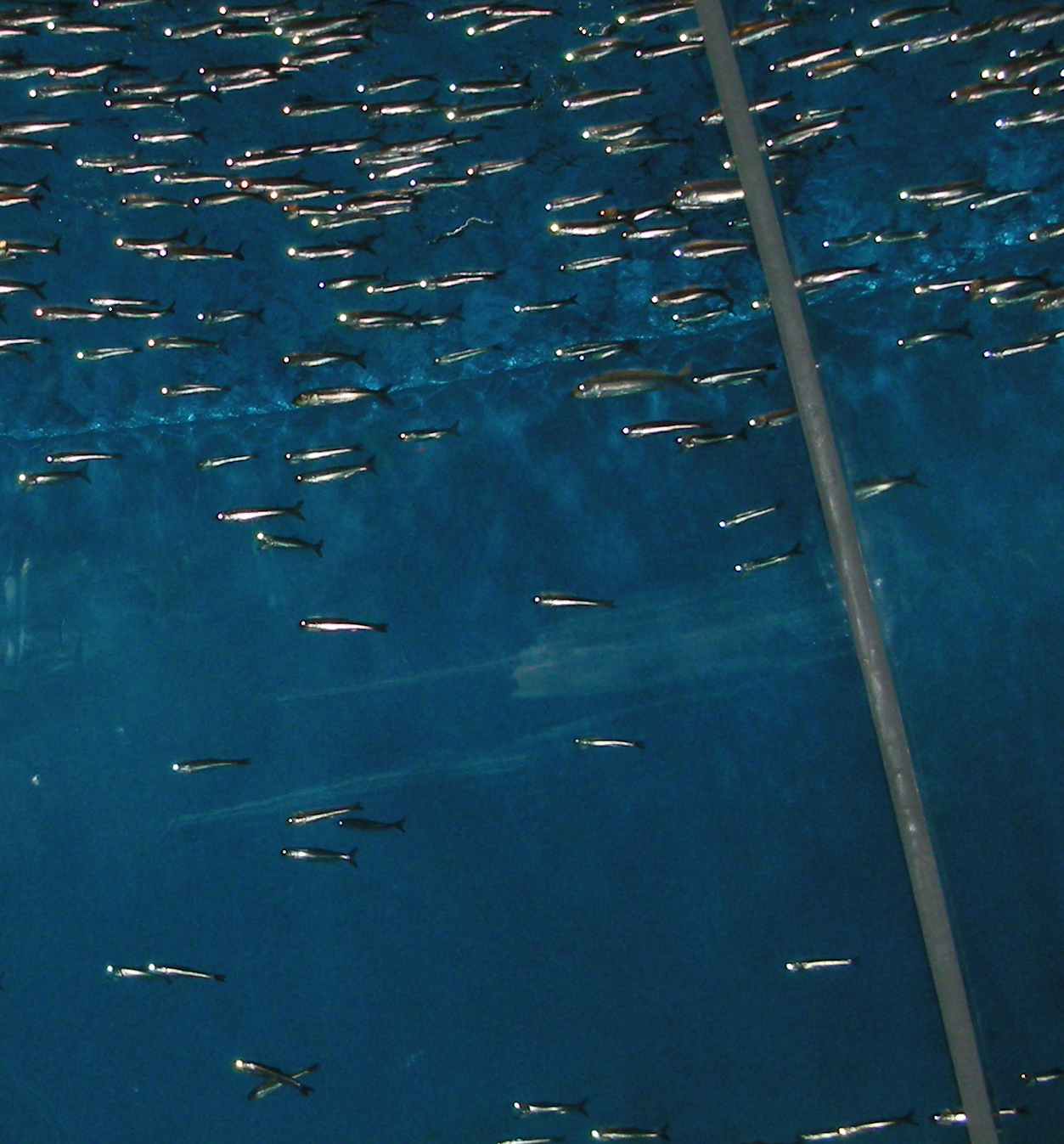
鳀鱼是海洋中常见的饵鱼

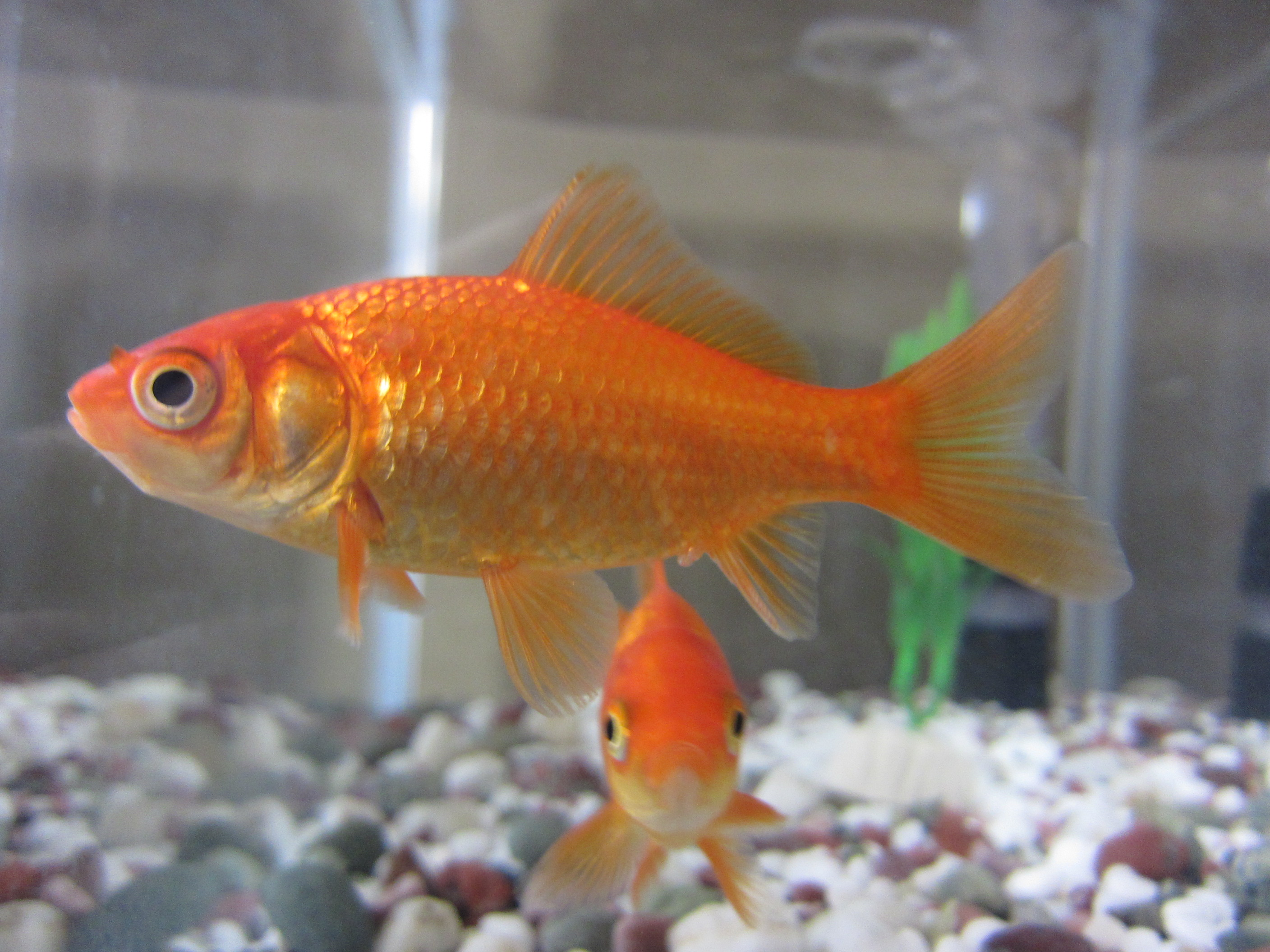
金鱼也是一种常见的淡水饵鱼

饵鱼（英語：或）或饵料鱼是垂钓时常常用来作为鱼饵吸引游钓鱼的小型鱼类。

## 种类
饵鱼通常是分布广泛、繁殖迅速因而货源丰富且更容易捉到的物种，通常会使用渔网或鱼笼进行捕捞。钓鱼者可以通过撒放散饵利用气味吸引并捕捉饵鱼，也可以用光亮吸引浮游动物（食物链下层小鱼的主要食物）来间接吸引饵鱼。
常见的饵鱼有：
- 咸水饵鱼包括鳀鱼、𬶋鱼、鱵鱼和竹䇲鱼。在一些钓鱼群体中根据游钓鱼的目标尺寸还会使用一些大一点的油鲱鱼、棱背鲱、飞鱼和海鲢。
- 淡水饵鱼包括鲤科的鲦鱼、亚口鱼科的吸口鲤、鲤齿亚目的底鳉鱼、鲱科的鲥鱼、鲉形目的杜父鱼和太阳鱼科除了黑鲈和莓鲈以外的所有鱼。

与饵鱼相对应的概念是饲料鱼（forage fish），两者相互之间互有重叠。“饵鱼”通常是休闲捕鱼者专用的称呼，专指垂钓者挂在鱼钩上做为鱼饵的小鱼（虽然一些用延绳钓和鱼阱捕鱼的商业渔民也会捕捉饵鱼用来诱捕更大的经济鱼）；“饲料鱼”则是渔业术语，用来形容渔场中被大型掠食鱼、海鸟和海洋哺乳动物捕食的集群鱼，不一定非得是小鱼。大部分野生饵鱼在自然环境中就是小型饲料鱼，而绝大部分小型饲料鱼都可以被捉来当做饵鱼。另一个与饵鱼相对应的概念是喂料鱼（feeder fish），主要指被用作鱼食来喂养水族箱中大鱼和水生爬行动物的小鱼。
饵鱼在海水中游弋时为了保护自己不受鲨鱼、金枪鱼、旗鱼、梭鱼等大型掠食者的捕杀，会躲避在大型滤食性动物（比如鲸鲨和须鲸）以及不以小鱼为食物的顶级掠食者（比如虎鲸，甚至大白鲨）附近来防止天敌来袭。结群的习性也可以降低个体被捕食的概率。

## 产业
北美有专门负责为休闲捕鱼者市场供应饵鱼的产业，每年的产值可以达到10亿美元。

## 管理和保护
饵鱼通常较为短命，这意味着鱼群数量可能会大起大落。渔业通常会有行政法规来防止过度捕捞（比如阿肯色和马萨诸塞州），渔业和环保机构会密切关注饵鱼群的健康状况，地方政府也会限制捕捞数额。